# Pedro Furió (músico seglar)
Pedro Furió Brocat (Elche, ¿? - Oviedo, 5 de mayo de 1780) fue un compositor y maestro de capilla español. Se le puede considerar uno de los compositores más destacados del Barroco final decadente italianizante, junto con otros compositores como Agustín Iranzo, José de Nebra y Joaquín García.
No debe confundirse con Pedro Furió Brocat, su tío y maestro de capilla de la Colegiata de Antequera y de la Capilla Real de Granada.

## Vida
La vida de Furió resulta confusa, ya que se confunde con la de otros dos Pedro Furió, también músicos eclesiásticos y familiares suyos. Gaspar Furió se casó en dos ocasiones, con su primera esposa, Josefa López, tuvo a Basilio y con su segunda esposa, Lucía Brocat, tuvo a Pedro, el primer Pedro Furió Brocat, que más tarde sería maestro de capilla de la Colegiata de Antequera y de la Capilla Real de Granada. Basilio Furió se casó con Ana M. Brocat, sobrina de Lucía Brocat. Basilio y Ana M. tuvieron nueve hijos en Alicante, y parece que tuvieron a otro hijo en Elche, que llamaron Pedro, nuestro Pedro Furió Brocat. Este se casó en fecha desconocida con Ana María Chápuli y tuvo dos hijos. Es probable que uno de esos hijos se llamase Pedro y que también fuera músico, pero sin gran talento, ya que no consiguió plaza en la Catedral de Alicante, ni como meritorio, ni como agregado.
De 1759 a 1760 fue maestro de capilla de la Catedral de Guadix. Es probable que se trate de este Pedro Furió el que fue nombrado violinista y cantor de la Catedral de Santiago de Compostela en 1767, ya que su tío debía tener 80 años en ese momento. En 1770 comenzó su magisterio en la Catedral de León. En León sustituyó a Manuel Mencía y, tras su marcha, José Gallardo tardaría un año en ocupar el cargo.
El 2 de mayo de 1774 había fallecido el maestro Enrique Villaverde, por lo que quedaba vacante el magisterio de la Catedral de Oviedo. Quedó de interino el tenor Ventura Suárez mientras se organizaban las oposiciones para el ocupar cargo. Se presentaron, aparte de Pedro Furió; Juan Antonio García Carrasquedo, maestro de capilla de la Catedral de Santander; Francisco Náger, maestro de la Catedral de Orense; y Juan Vidal, maestro de la Colegiata del Salvador de Sevilla. No se presentaron Pedro Aranaz, maestro de capilla de la Catedral de Cuenca; José Gargallo, músico residente en Zaragoza; y Francisco Courxell, músico residente en Madrid.
Furió presentó al Cabildo de Oviedo el siguiente currículo, en el que parece mezclar los cargos de su tío y los propios:

   Ilmo. Sr.

   Señor:

   D. Pedro Furió con el más profundo respeto expone: que si en la actual oposición que va a hacer a este Magisterio de Capilla pueden servir en la alta consideración de V.S.I. los actos positivos, tiene el honor de presentar a V.S.I. los suyos con testimonios irrefragables, que se reducen por este orden:

   Primero: a la edad de dieciséis años obtuvo el Magisterio de la Iglesia de Elche, en el Reino de Valencia.

   Segundo: el de la ciudad de Andújar, en el Reino de Jaén.

   Tercero: Racionero y Maestro de Capilla de la Insigne Colegial de Antequera, para cuya prebenda le hicieron pruebas, que exhibe copia de ellas.

   Cuarto: el de la Capilla Real de Granada.

   Quinto: el de la Capilla de San Juan del Mercado de la ciudad de Valencia.

   Sexto: el de la Catedral de Guadix.

   Séptimo: actualmente el de la Catedral de León. Todos los cuales (a excepción de el de Valencia, que fue llamado para él) los ha llevado por rigurosa oposición. Si todo esto obsta, suplica a V.S.I. se digne tener presente, para lo que a ello pueda añadir de mérito en la oposición actual.

   Entre tanto, pide a Dios prospere y dilate a V.S.I. su vida en la mayor grandeza.

      Oviedo y 20 de Sepbre de 1774

         Ilmo. Sr. Señor

         B.S.M. de V.S.I.

      Su más atento y obsequiosísimo servidor,

         [Fdo.] Pedro Furió

El 7 de octubre de 1774 Furió regresó a León, una vez acabadas las oposiciones. El 20 de febrero de 1775 se realizaron las votaciones. En una primera votación Furió obtuvo 15 papeletas; Náger, 7 papeletas; Carrasquedo, 7; Vidal, 1; Ferreira no puntúa. Al no haber mayoría absoluta, en segunda vuelta se vota entre Náger y Carrasquedo, obteniendo Náger 18 votos y Carrasquedo 12. En una tercera votación se decidió entre Furió y Náger, aboteniendo Furió 18 papeletas y Náger 12, por lo que Furió obtenía el cargo. Los maestros que se presentarion tenía todos hacia los treinta años: Gargallo tenía 30; Náger, 34; Aranaz, 32; por lo que es de suponer que la edad de Furió no debía estas muy lejana, ya que el cabildo seguramente no se decidiría por un maestro anciano pudiendo elegir maestros jóvenes y de prestigio.
El 4 de marzo de 1775, poco después de obtener el magisterio en Oviedo, falleció su esposa, Mariana Chapuli. Volvió a casarse en fecha desconocida con Gertrudis Pagín, que posteriormente sería su viuda.
Parece que en mayo de 1776 hubo problemas entre el maestro y el Cabildo. Arias del Valle da como razones:

Las razones internas y externas creo que fueron las acusaciones y tal vez las faltas de residencia; las deficiencias en la enseñanza por lo mismo; la defensa de las propias regalías hechas por el maestro; la intransigencia literal del Cabildo por el Estatuto y las obligaciones; un malestar continuo entre ambos por todo ello; y sobre todo la grave enfermedad que llevaba dentro el maestro con su correspondiente irritación.
Raúl Arias del Valle (1983), «La no jubilación del Maestro Furió (Oviedo, 1775-1780)»

Las quejas sobre la falta de cumplimiento de las obligaciones del maestro serían constantes a partir de ese momento, hasta que el 12 de julio de 1779 se aceptó la petición de Furió de jubilarse.

Que en vista de la propuesta y súplica de jubilación, que hizo repetidas veces a los señores comisarios en el acto de reconvención, la formalice dicho maestro, presentando memorial, que el Cabildo está dispuesto a admitírsela, y le hice saber esta providencia de orden del Cabildo en catorce de julio de este año.
[Fdo.:] Colossia, Secretario.

Sin embargo, no parece que la jubilación se llevase a cabo. En las actas del Cabildo del 23 de julio de 1779 se afirma que la jubilación no se efectuó por falta de acuerdo y se establece un control de peritos sobre el maestro. El 1 de agosto de 1779 el Cabildo envió una carta a Furió con sus nuevas obligaciones. Furió respondió con una carta de protesta el 9 de agosto de 1779, ya que las condiciones con las que fue contratado hacía cuatro años no correspondían en la letra o el espíritu con las nuevas.
El desacuerdo no pudo solucionarse, ya que el 18 de agosto de 1779 el maestro solicita licencia por enfermedad. El 12 de noviembre de 1779 tuvo que pedir un préstamo de 3000 reales, que le fue concedido. El 6 de mayo de 1780 se informa del fallecimiento del maestro:

Se dio parte por el Sr. Llano, que anoche a las nueve de la noche se había servido de llevar Dios para sí a D. Pedro Furió, Maestro de Capilla, y que por testamento suplicaba al Cabildo se sirviese permitir se le enterrase en esta santa iglesia, y en su vista, se acordó que mañana, después de horas por la mañana, se le entierre en la forma ordinaria y según el último estado y que dicho Sr. Llano cuide de poner en cobro los papeles de la fábrica que estaban en su poder, correspondientes a la Capilla.
Actas capitulares de la Catedral de Oviedo, 6 de mayo de 1780

Se dio como causa del fallecimiento «haber sido ésta una hipocondría corrompida, por las fuertes pasiones de ánimo que tuvo, que le indujeron a la corrupción de los humores».

## Obra
Durante sus disputas con el cabildo de Oviedo, Furió presentó una lista de composiciones que habría realizado en sus cuatro años en Oviedo. Entre ellas se cuentan once misas y nueve cánticos de facistol, un número completamente increíble para haber sido compuestas en tan poco tiempo.
Particularmente abundantes son las composiciones conservadas en León y Oviedo. De importancia son el libro de misas «in stile antico» conservado en la Catedral de León y una colección de lamentaciones para la Semana Santa conservados en Santiago de Compostela.